# بحر سامار

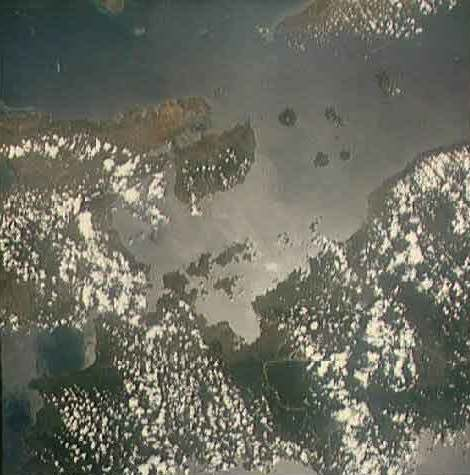
بحر سمار من الفضاء (الشمال إلى اليمين)

بحر سامار هو بحر صغير داخل أرخبيل الفلبين, بين بيسايا الغربية ولوزون. 
يحده جزر سامار شرقا، ليتي إلى الجنوب، ماسبات إلى الغرب، ولوزون شمالا. يصل البحر إلى بحر الفلبين إلى الشمال عبر سان مضيق برناردينو، ليتي الخليج إلى الجنوب الشرقي عبر سان مضيق جونيكو،بحر بيسايا إلى الجنوب الغربي، وبحر سيبويان إلى الشمال الغربي عبر ممر ماسبات وممر تيكاو. و يحوي على جزيرة بيليران.
عانى بحر سامار تدهورا كبيرا للموارد البحرية، حتى وصف بأنها «ابادة بيئية». قبل عام 1981 كانت هناك 50 نوعا من الأسماك التجارية، ولكن في غضون 10 سنوات، خفضت إلى 10 فقط بسبب الصيد الجائر وأساليب الصيد المدمرة (مثل الصيد بالديناميت). وقد خفضت متوسط الصيد اليومي من 30 كجم / يوم في 1960s، إلى 8 كجم / يوم في عام 1981، إلى 3.5 كجم / يوم في عام 1991. وبعد استنفاد الأسماك المفترسة الكبيرة، وتحول الصيادون إلى الأنواع الأصغر حجما، مما سمح لقناديل البحر لتنفجر أعدادها.
وقد أدت إزالة الغابات من الأراضي المحيطة بها إلى زيادة الطمي من الجبال الجرداء التي تخنق الشعاب المرجانية. تعتبر فقط حوالي 5٪ من الشعاب في حالة جيدة. سببب أخر لزيادة الطمي هو المد الأحمر، مما تسبب في حالات تسمم بالمحار الشللي. حدث أول مد أحمر في الفلبين في بحر سامار في عام 1983، واستمر بعد ذلك تحدث على فترات غير منتظمة.